# Ishikawajima T-2
Ішікаваджіма T-2 (яп. Ishikawajima T-2) — прототип розвідувального літака створеного для Імперської армії Японії в 1920-х роках компанією Ішікаваджіма. Літак програв в конкурсі Kawasaki Type 88, і серійно не виготовлявся.

## Історія
На весні 1926 року Японська армія ініціювала конкурс на розробку нового розвідувального літака для заміни «Оцу-1» між чотирма авіабудівними компаніями: Kawasaki, Mitsubishi, Ishikawajima і Nakajima. Армія вимагала літак з максимальною швидкістю більше ніж 200 км/год і дальністю польоту понад 1000 км, літак також мав вміщати авіаційну камеру, радіообладнання, один курсовий і один турельний кулемети.
В компанії Ishikawajima керівником проєкту призначили Шіро Йошіхару, який до цього працював в дослідницькому відділі армійської льотної школи в Токородзаві, а в травні 1926 року до компанії також приєднався німецький інженер Густав Лахман який став консультантом для проєкту. До серпня 1926 року дизайн літака був завершений і він отримав попереднє схвалення армії і замовлення на побудову двох прототипів які отримали позначення T-2 (з яп. 偵察機, Тейсацукі — розвідник). Перший варіант дизайну для розвідника під позначенням T-1 не будувався.
T-2 був стандартним дерев'яним одномоторним біпланом з однією парою міжкрильних стійок і тканинним покриттям. Дерев'яна будова була запропонована армією для здешевлення виробництва. Шасі не складалось, а кабіна була відкритою. Перший прототип готовий в липні 1927 року оснащувався 12-ти циліндровим V-подібним двигуном Hispano-Suiza (450—500 к.с.) водяного охолодження з дволопасним металевим гвинтом. Другий прототип був завершений в листопаді 1927 року і оснащувався імпортним двигуном BMW VI (500—600 к.с.), і він мав дещо більший фюзеляж (на 50 см довший).
Заводські тести T-2 проводив Лахман, який був досвідченим пілотом, після успішних заводських випробувань літаки передали армії в грудні 1927 року. Хоча льотні характеристики літака в цілому були прийнятними, дерев'яний структура була помітним мінусом. Один прототип зазнав помітних пошкоджень корпусу, яке поширилось після пошкодження корпусу. Тому на конкурсі армія почала віддавати перевагу металевим літакам, зокрема новим розвідником був обраний суцільнометалевий Kawasaki Type 88.

### T-3
Оскільки основним недоліком T-2 став дерев'яний каркас, компанія вирішила створити новий розвідувальний літак з фюзеляжем з сталевих труб і крилами з алюмінієвим каркасом. Ззовні новий літак T-3 повторював другий прототип T-2, але був значно міцнішим.
Один прототип віддали на оцінку армії в січні 1928 року, але він не перевершив розвідник Kawasaki Type 88. Після цього прототип переробили в цивільний літак для використання як літак зв'язку, він отримав цивільну реєстрацію J-BBCA і був проданий газеті Асахі Сімбун. В газеті T-3 успішно прослужив до 1939 року.

## Тактико-технічні характеристики (другий прототип)
Дані з Japanese Aircraft 1910—1941

### Технічні характеристики
|                               |                               | T-2                     | T-3                     |
| ----------------------------- | ----------------------------- | ----------------------- | ----------------------- |
| Екіпаж                        | Екіпаж                        | 2 особи                 | 2 особи                 |
| Довжина                       | Довжина                       | 10,29 м                 | 10,29 м                 |
| Висота                        | Висота                        | 3,85 м                  | 3,85 м                  |
| Розмах крил                   | верхніх                       | 14,01 м                 | 14,01 м                 |
| Розмах крил                   | нижніх                        | 12,25 м                 | 12,25 м                 |
| Площа крил                    | Площа крил                    | 49 м²                   | 49 м²                   |
| Маса                          | пустого                       | 1734 кг                 | 1580 кг                 |
| Маса                          | спорядженого                  | 2817 кг                 | 2780 кг                 |
| Навантаження на крило         | Навантаження на крило         | 57,5 кг/м²              | 56,7 кг/м²              |
| Двигун                        | Двигун                        | V12 Kawasaki BMW VI     | V12 Kawasaki BMW VI     |
| Потужність                    | номінальна                    | 500-600 к. с.           | 500-600 к. с.           |
| Потужність                    | питома                        | 4,69 кг/к.с.            | 4,63 кг/к.с.            |
| Гвинт                         | Гвинт                         | дволопатевий дерев'яний | дволопатевий дерев'яний |
| Швидкість                     | максимальна                   | 233 км/год              | 235 км/год              |
| Швидкість                     | посадкова                     | 90 км/год               | 90 км/год               |
| Час підйому на висоту 5000 м. | Час підйому на висоту 5000 м. | 29 хв. 9 с.             | 25 хв. 24 с.            |
| Максимальна висота            | Максимальна висота            | 7150 м                  | 7150 м                  |
| Час польоту                   | Час польоту                   | -                       | 7 годин                 |

### Озброєння
- Стрілецьке:
  - 2 × 7,7-мм курсові кулемети
  - 2 × 7,7-мм кулемети в турелі зверху